# Adam's Rib (1923)
Adam's Rib is een Amerikaanse dramafilm uit 1923 onder regie van Cecil B. DeMille.

## Verhaal
Michael Ramsay is alleen geïnteresseerd in geld verdienen. Zijn vrouw zoekt troost bij Jaromir, een afgezette koning. Hun dochter Mathilda is verliefd op professor Nathan Reade, een wetenschapper die geen oog heeft voor vrouwen. Om een schandaal te voorkomen verklaart Mathilda dat zij een verhouding heeft met Jaromir. Ramsay gaat bijna failliet en wordt opnieuw rijk. Zijn vrouw keert bij hem terug. Koning Jaromir kan terugkeren naar zijn koninkrijk. Mathilda kan bij haar geliefde zijn.

## Rolverdeling
| Acteur           | Personage                  |
| ---------------- | -------------------------- |
| Milton Sills     | Michael Ramsay             |
| Elliott Dexter   | Professor Nathan Reade     |
| Theodore Kosloff | Jaromir XII                |
| Anna Q. Nilsson  | Mathilda Ramsay            |
| Pauline Garon    | Mevrouw Ramsay             |
| Julia Faye       | Ondeugende vrouw           |
| Clarence Geldart | James Kilkenna             |
| Robert Brower    | Hugo Kermaier              |
| Forrest Robinson | Kramer                     |
| Gino Corrado     | Luitenant Braschek         |
| Wedgwood Nowell  | Secretaris van de minister |
| Clarence Burton  | Holbewoner                 |